# Nattegn
Nattegn er det femte studiealbum fra den danske rockmusiker Johnny Madsen, udgivet i 1989.

## Numre
1. "Natkatten og rockulven" – 2:52
2. "Hjemad" – 	3:45
3. "Æseldriveren" – 2:44
4. "Midnatsbus boogie" – 3:10
5. "Jenny" – 4:13
6. "Nattegn" – 3:14
7. "Ræk dem en hånd, John" – 3:41
8. "Mandolinspilleren" – 2:05
9. "Den lyserøde hule" – 2:52
10. "Sølver bue" – 3:19